# Le due sorelle
Pour plus de détails, voir Fiche technique et Distribution.
Le due sorelle est un film italien réalisé par Mario Volpe et sorti en 1950.

## Fiche technique

### Lieux de tournage
Le film est tourné en Basilicate, à Matera.

## Distribution
- Vera Carmi : Franca
- Enzo Fiermonte : le baron Enrico
- Checco Durante : le facteur Cosimo
- Jone Paoli : Almina
- Fedele Gentile : Antonio
- Sandro Ruffini : Padre Giovanni
- Mara Landi : Gilda
- Anita Durante : Agatina
- Luigi Raimondi : Nanni, fils di Franca
- Luigi Erminio D'Olivo : Decio
- Lora Silvani : Agnesina
- Gina Amendola : Chiarina
- Ugo Urbino : Cecè
- Roberto Spiombi : Nicola
- Amedeo Girardi : le docteur